# 金化郡
金化郡（キムファぐん、キムァぐん）は、朝鮮民主主義人民共和国江原道に属する郡。軍事境界線に接する。

## 地理
朝鮮戦争によって郡域が分断された。かつての郡中心部（本来の金化邑）は、大韓民国側の江原特別自治道鉄原郡にある。

### 隣接行政区
- 北 － 洗浦郡
- 東 － 昌道郡
- 西 － 平康郡

## 行政区画
1邑・1労働者区・13里を管轄する。
- 金化邑
- 鶴芳労働者区
- 九峯里
- 堂峴里
- 龍峴里
- 法首里
- 上板里
- 新創里
- 新豊里
- 漁湖里
- 遠南里
- 遠東里
- 遠北里
- 昌道里
- 初西里

## 歴史

### 前近代
高句麗時代、この地域には夫如郡・母城郡という2つの郡があった。統一新羅時代には夫如郡が富平郡と改称され、母城郡が益城郡と改称した。富平郡は鉄原郡金化邑、益城郡は金化郡人民委員会付近に比定されている。高麗時代の1018年、富平郡は金化郡に、益城郡は金城郡に改称した。その後それぞれ県に降格され、朝鮮王朝時代は江原道に属する金化県・金城県として続いた。

### 近代
- 1895年旧暦閏5月1日 - 春川府金化郡・金城郡となった。（二十三府制）[1]
- 1896年8月4日 - 江原道の所属となる。（十三道制）以下7面が成立。（7面）[2]
  - 初東面・二東面・初北面・遠北面・郡内面・西面・南面
- 1914年4月1日 - 行政区画再編の際に金化郡が再設置され、金城郡が金化郡に編入される。金化郡に以下の面が成立。[3]（12面）
  - 近東面・近北面・郡内面・西面・近南面・岐梧面・金城面・通口面・任南面・遠東面・遠南面・遠北面
    - 金化郡の北面・東面・南面に「近」を、金城郡の北面・東面・南面には「遠」をつける。
    - 金城郡の9面、通口面・梧山面・岐城面・北面・西面・郡内面・任南面・東面・南面がそのまま金化郡の面となる。
    - 金城郡の郡内面と西面が合併して金城面に、岐城面と梧山面が合併して岐梧面になる。
    - 金化郡の初東面と二東面が合併して近東面に[4]、初北面と遠北面が合併して近北面となる[5]。
- 1917年 - 郡内面が金化面に改称。(12面)
- 1939年 - 岐梧面が昌道面に改称。(12面)
- 1941年10月1日 - 金化面は金化邑に昇格。[6]（1邑11面）
- 1945年8月15日の時点で、金化郡には1邑11面（金化邑・近南面・近東面・近北面・金城面・西面・遠南面・遠東面・遠北面・任南面・昌道面・通口面）96里が存在した。

### 第二次大戦後
第二次世界大戦後、北緯38度線以北の金化郡は、全域が北半部の政体の実効統治範囲となった。
朝鮮戦争末期には、鉄原・平康と金化とを結ぶ一帯が「鉄の三角地帯」と呼ばれる激戦地になった。1952年、北朝鮮は行政区画の統廃合を行った。これにより金化郡は一度廃止され、昌道郡に編入された。
1954年、昌道郡から昌道里（従来の昌道邑）・金城里などを含む地域が分割され、金城里を人民委員会所在地（金化邑）として、金化郡が再設置された（1邑19里）。

#### 年表
この節の出典
- 1945年8月15日 - 金化郡がソ連軍管理下に置かれる。(1邑11面)
- 朝鮮戦争期 - 金化邑・近南面・西面および近北面・近東面・遠南面・遠東面・任南面の各一部が南側に占領される。(9面)
- 1952年12月 - 郡面里統廃合により、金化郡廃止。
- 1954年 - 江原道昌道郡昌道邑・金城里・鶴芳里・新創里・遠北里・堂峴里・法首里・新豊里・塔距里・城山里・乾川里・初西里・九峯里・水泰里・近東里・遠南里・遠東里・龍峴里・上板里・漁湖里をもって、金化郡を設置。(1邑19里)
  - 水泰里の一部が九峯里に編入。
  - 昌道邑が昌道里に降格。
  - 金城里が金化邑に昇格。
- 1963年 - 鶴芳里が鶴芳労働者区に昇格。(1邑1労働者区18里)
- 2000年11月 - 昌道郡杜木里・任南里が上板里に編入。(1邑1労働者区18里)
- 2001年1月27日 - 塔距里・城山里・乾川里・水泰里・近東里が平康郡に編入。(1邑1労働者区13里)
- 2020年まで - 平康郡に編入されていた部分が返還される。

### 大韓民国の金化郡
大韓民国政府の立場では、1952年の統廃合も含め、朝鮮民主主義人民共和国政府が統治下で行った行政区画の変更を認めておらず、「以北」では1945年8月15日時点の行政区画が凍結されている。朝鮮戦争により、かつての金化郡域の南部にあたる1邑7面（金化邑・西面・近北面（一部）・近東面・近南面・遠東面（一部）・遠南面・任南面（一部））は韓国の実効支配地域に入った。
1954年10月21日に韓国政府は収復地区臨時行政措置法により、地方行政機関としての金化郡を再建した。このため、韓国の行政区画としての江原道金化郡が存在することとなった。1963年に韓国が実効統治する金化郡地域は鉄原郡に編入され、韓国統治下の金化郡は消滅した。現在の鉄原郡東部が旧金化郡域にあたる。なお、旧金化郡域は大部分が民間人出入統制区域となるため、定住人口があるのは金化邑・西面・近北面・近南面のみであり、金城郡地域は軍事境界線に接する無人地域となっている。
なお、かつての金化郡のうち北朝鮮側に帰属した部分については、以北五道委員会の下で金化郡が存続し、名誉職の郡守・面長が任命されている。場合によっては北朝鮮側も鉄原郡に編入されたとみなすことがある。

#### 年表
- 1954年11月17日 - 収復地区臨時行政措置法により、金化郡に対する施政権が回復。以下の1邑7面で再出発。
  - 金化邑・近北面・近東面・遠南面・遠東面・任南面・西面・近南面（下線があるものは一部のみ韓国政府統治範囲）
- 1963年1月1日 - 金化邑・近北面・近東面・遠南面・遠東面・任南面・西面・近南面が鉄原郡に編入され、韓国が統治する金化郡は廃止。